# Paragaleopsomyia athenais
Paragaleopsomyia athenais är en stekelart som först beskrevs av Walker 1839.  Paragaleopsomyia athenais ingår i släktet Paragaleopsomyia och familjen finglanssteklar. Inga underarter finns listade i Catalogue of Life.